# Cañones (Nuevo México)
Cañones es un lugar designado por el censo (en inglés, census-designated place, CDP) situado en el condado de Río Arriba, Nuevo México, Estados Unidos. Según el censo de 2020, tiene una población de 85 habitantes.

## Geografía
La localidad está ubicada en las coordenadas 36°10′35″N 106°25′10″O / 36.17639, -106.41944. Según la Oficina del Censo, la localidad tiene una superficie de 10.72 km² de tierra y 0.003 km² de agua.

## Demografía
Según el censo de 2020, hay 85 personas residiendo en la localidad. La densidad de población era de 7.93 hab./km². El 49.4% de los habitantes son blancos, el 3.5% son amerindios, el 35.3% son de otras razas y el 11.8% son de una mezcla de razas. Del total de la población, el 80.0% son hispanos o latinos de cualquier raza.